# Veikko Eskolin-Esk
Veikko Raikas Eskolin-Esk, född 9 januari 1936 i Helsingfors, död 24 februari 2001 på Kanarieöarna, var en finländsk skulptör och målare. 

## Biografi
Eskolin studerade 1956–1957 vid Konstindustriella läroverket och Fria konstskolan. Han debuterade 1959 och tillhörde den ljuskinetiska konstens pionjärer i Norden och Finland. Han gjorde sig känd för sina rörliga skulpturer där han förenade ljus och ljud. Sin första rörliga skulptur med ljud tillkom 1955 och med ljus 1957. En elektriskt driven ljuskinetisk målning utförde han 1960. I sina konstruktivistiska arbeten använde han redan i mitten av 1950-talet metall och akrylskivor. Vid sidan av sitt konstnärskap drev han 1958–1968 en modellverkstad för arkitekter och assisterade bland andra arkitekten Viljo Revell. Han intresserade sig även själv för konstnärlig medverkan i stadsmiljö och utförde en rad offentliga konstverk.